# Окусикан (станция)
Окусика́н — станция Восточно-Сибирской железной дороги на Байкало-Амурской магистрали.
Находится на левом берегу реки Окусикан в границах рабочего посёлка Северомуйск Муйского района Республики Бурятия, в 1 километре к востоку от восточного портала Северомуйского тоннеля.

## История
Обходной горный участок Байкало-Амурской магистрали от Ангаракана до Казанкана протяжённостью 24,6 километра строили с августа 1982 года по март 1983 года. Девять механизированных колонн готовили земляное полотно под железнодорожные пути, отсыпав 6,5 млн кубометров грунта. Строители возвели 11 мостов и 50 водопропускных тоннеля.
Заметный вклад в строительство участка и самого разъезда внёс коллектив СМП-597 треста «Нижнеангарсктрансстрой».
20 марта 1983 года первый поезд пришёл на разъезд Окусикан, завершилось сложное строительство обходного пути, на котором колебания профиля достигали 40 % (до 40 метров подъёма на километр). Событие имело общесоюзное значение. Поезд преодолел Северо-Муйский хребет и пришёл в Муйскую долину точно в назначенный срок.
| Внешние изображения | Внешние изображения |
| ------------------- | --- |
|                     | Торжественная встреча первого поезда и митинг на разъезде Окусикан. 20 марта 1983 года. (фото из газеты «Буряад унэн» от 21.03.1983 г.)              |
|                     | Участники митинга 20.03.1983 г. в национальных костюмах, что символизировало нерушимую дружбу народов Советского Союза. (из собрания Яковлева А. Л.) |

В ноябре 1985 года строители приступили к сооружению более безопасного обхода, с большей пропускной способностью длиной 54,3 км, где уклон профиля не превышает 18 %. Строительство было завершено в конце 1988 года. Старый обход был разобран и от него сохранились лишь насыпь и опоры бетонных мостов.
Несмотря на наличие Северомуйского тоннеля, в районе сейсмической активности необходимо иметь высокогорный обход, прежде всего из-за соображений безопасности.
Участок Окусикан — Муякан — Таксимо строили несколько лет. В декабре 1983 года первый поезд прибыл на станцию Таксимо, последнюю на Бурятском участке БАМ. В 1989 году станция и весь участок пути до Таксимо, были электрифицированы переменным током 25 кВ.
В 2000—2003 годах перед запуском в промышленную эксплуатацию Северомуйского тоннеля длиной 15 343 метра, проводились работы по расширению станции и реконструкции путевого хозяйства.

### Монумент строителям Северомуйского тоннеля
В 2003 году недалеко от входа в Северомуйский тоннель с восточной стороны, на территории станции был торжественно открыт памятник строителям тоннеля. Аварии и стихийные бедствия во время строительства унесли жизни 57 человек.
Одна из самых крупных аварий произошла в 1979 году на западном участке. Бригада проходчиков Владимира Кожемякина столкнулась с высоконапорным Ангараканским плывуном. Около 100 000 кубометров воды с песком и гранитными обломками под огромным давлением хлынули в тоннель. Сила потока была такова, что породопогрузочная машина весом более 20 тонн была отброшена на 300 метров. Полностью последствия аварии были ликвидированы только в 1981 году.
В 1999 году на завершающем этапе строительства, когда расстояние между проходчиками западной и восточной частей тоннеля не превышало 160 метров произошёл массивный обвал породы, который привёл к тому, что участок тоннеля фактически пришлось строить заново в течение нескольких месяцев.
| Внешние изображения | Внешние изображения                                                             |
| ------------------- | ------------------------------------------------------------------------------- |
|                     | Вид на монумент со стороны Восточного портала. (из собрания А. Стасевича, 2013) |
|                     | Мемориальная доска на монументе. (из собрания А. Стасевича, 2013)               |

### Разъезд Байкова
В середине 1980-х годов комсомольские организации ходатайствовали о переименовании разъезда Окусикан в разъезд имени Байкова, в честь Байкова Анатолия Сергеевича (1950—1983), выпускника Московского государственного института культуры, работавшего режиссёром народного театра и монтёром пути в Звёздном Иркутской области и посёлке Кичера в Бурятии на строительстве БАМ.
В книге «Он вчера не вернулся из боя», посвящённой Байкову и изданной в 1987 году московским издательством «Молодая Гвардия» тиражом 75 000 экземпляров, утверждалось что разъезд «был переименован», однако во всех официальных документах и расписаниях он как станция Окусикан.

## Пассажирское движение
На станции останавливаются все пассажирские поезда дальнего следования. Регулярно курсирует пригородный электропоезд до Таксимо и обратно.

### Основные направления
| Страна | Пункт назначения                                         |
| ------ | -------------------------------------------------------- |
| Россия | Красноярск, Кисловодск, Нерюнгри, Тайшет, Тында, Таксимо |

### Перевозчики и расписание
| Перевозчик                                    | Дистанция             | Расписание                                                         |
| --------------------------------------------- | --------------------- | ------------------------------------------------------------------ |
| Российские железные дороги(ФПК)               | Дальнее следование    | РЖД Архивная копия от 19 марта 2021 на Wayback Machine             |
| Байкальская пригородная пассажирская компания | Пригородное сообщение | Байкальская ПППК Архивная копия от 14 июня 2021 на Wayback Machine |

## Коммерческие операции, выполняемые на станции
- (Б) — Продажа билетов на все пассажирские поезда. Прием и выдача багажа не производятся.
- (§ 3) — Приём и выдача грузов повагонными и мелкими отправками, загружаемых целыми вагонами, только на подъездных путях и местах необщего пользования[11].

## В культуре и искусстве
- В Нижегородском государственном художественном музее хранится картина Заслуженного художника РСФСР, лауреата Государственной премии имени И. Е. Репина А. А. Яковлева «Разъезд Окусикан», написанная в 1983 году по случаю открытия движения и прибытия первого поезда на разъезд (93х84 см)[6].
- В фондах Министерства Культуры РФ хранится картина — портрет мастера пути СМП-597 Андрея Строганова, написанная А. А. Яковлевым в 1983 году на разъезде Окусикан (86х66 см)[6].

| Внешние изображения | Внешние изображения                                                           |
| ------------------- | ----------------------------------------------------------------------------- |
|                     | Разъезд Окусикан. 1983.(Нижегородский художественный музей)                   |
|                     | Андрей Строганов, мастер пути СМП-597. 1983. (Фонды Министерства культуры РФ) |